# پرژنو
پرژنو (به لاتین: Pržno) یک منطقهٔ مسکونی در مونته‌نگرو است که در شهرداری بودوا واقع شده‌است. پرژنو ۳۴۵ نفر جمعیت دارد.